# Liêu Thiên Tộ Đế
Liêu Thiên Tộ (chữ Hán: 遼天祚; bính âm: Liao Tiānzuòdì) (1075 – 1128), là vị hoàng đế thứ chín và cuối cùng của nhà Liêu, cai trị từ năm 1101 đến năm 1125. Tên thật của ông là Gia Luật Diên Hi.

## Thân thế
Ông là con trai của Chiêu Hoài thái tử Gia Luật Tuấn – con trai Liêu Đạo Tông. Vì vậy ông là cháu nội của Đạo Tông và lên nối ngôi sau khi Đạo Tông mất vào năm 1101.

## Cai trị
Theo các học giả Triều Tiên và Hàn Quốc, cuộc di cư hàng loạt của những người tị nạn Bột Hải từ nhà Liêu đến Cao Ly vẫn tiếp tục kéo dài ít nhất cho đến đầu thế kỷ 12 dưới thời trị vì của Cao Ly Duệ Tông. Do dòng người tị nạn Bột Hải ồ ạt liên tục này, dân số gốc Cao Câu Ly được suy đoán là đã trở nên thống trị so với những người đồng cấp gốc Tân La và gốc Bách Tế đã trải qua chiến tranh tàn khốc và xung đột chính trị kể từ khi Hậu Tam Quốc ra đời. Dân gốc Hậu Bách Tế chỉ khá hơn một chút so với dân gốc Tân La trước khi sụp đổ vào năm 936. Khi đó, trong số ba thủ đô của Cao Ly thì Khai Thành và Bình Nhưỡng ban đầu là nơi cư trú của những người định cư gốc Cao Câu Ly từ Vùng Paeseo (Bái Tây, 패서, 浿西) và Bột Hải.
Thiên Tộ lên ngôi đã phải đối phải đối mặt với nguy cơ lớn bộ tộc Nữ Chân. Ngày 10 tháng 2 năm 1112, Thiên Tộ đến Xuân Châu, triệu tập các tù trưởng người Nữ Chân (hậu duệ của người Mạt Hạt từng nắm một phần quyền lực trong vương quốc Bột Hải - vương quốc bị người Khiết Đan tiêu diệt vào năm 926) trong khu vực đến chầu. Trong yến tiệc, Thiên Tộ say rượu rồi lệnh cho các vị tù trưởng khiêu vũ, chỉ có Hoàn Nhan A Cốt Đả từ chối. Thiên Tộ Đế không suy nghĩ về chuyện này, song từ đó quan hệ giữa Hoàn Nhan A Cốt Đả và triều Liêu trở nên bất hòa. Tháng 9 năm 1122, Hoàn Nhan A Cốt Đả không còn phụng chiếu, đồng thời bắt đầu dụng binh với các bộ lạc Nữ Chân không phục tùng.
Tháng 10 năm Thiên Khánh thứ ba (1113), huynh trưởng Hoàn Nhan Ô Nhã Thúc bệnh chết, Hoàn Nhan A Cốt Đả chính thức kế vị lãnh tụ liên minh các bộ lạc Nữ Chân với tên gọi Đô bột cực liệt. Ông ta cho xây dựng thành lũy, chuẩn bị vũ khí, huấn luyện binh mã, chờ đợi thời cơ tiến đánh nước Liêu.
Năm Thiên Khánh thứ tư (1114), Hoàn Nhan A Cốt Đả nhận thấy thời cơ đã đến, trước tiên ông ta dẫn quân tiêu diệt và sáp nhập vương quốc Ô Nha (hậu duệ của vương quốc Bột Hải) tại thành Ô Xá (nay là Ninh An, Hắc Long Giang, Trung Quốc) vào tộc Nữ Chân của mình.
Những người tị nạn Bột Hải vẫn giữ được văn hóa và bản sắc của họ ngay cả dưới sự cai trị khắc nghiệt của nhà Liêu. Kể từ khi thủ lĩnh bộ tộc Nữ Chân (những người là hậu duệ của người Mạt Hạt từng nắm 1 phần quyền lực của Bột Hải, họ đồng thời là tiền thân của nhà Kim và nhà Thanh) là Hoàn Nhan A Cốt Đả lãnh đạo một cuộc nổi dậy chống lại nhà Liêu vào năm 1114, những người tị nạn Bột Hải với con số khổng lồ đã tham gia chiến tranh để tránh bị đánh thuế khắc nghiệt và xóa sổ văn hóa, giúp đỡ người Nữ Chân chống Liêu một cách tích cực. Người Nữ Chân tuyên bố nguồn gốc chung của người Bột Hải và Nữ Chân là từ bảy bộ lạc vật cát (勿吉), và tuyên bố: "Nữ Chân và Bột Hải là cùng một gia đình".
Sau đó Hoàn Nhan A Cốt Đả thống lĩnh toàn quân 2500 người trong tộc kéo đến đánh phá châu Ninh Giang của Liêu. Tướng Liêu là Tiêu Tự Tiên tức tốc dẫn 7000 tinh binh tập kết tại Xuất Hà Điếm nhằm ngăn chặn quân Nữ Chân, Hoàn Nhan A Cốt Đả nhân lúc trời tối đã dẫn 3700 quân lén vượt sông Hỗn Đồng tập kích bất ngờ quân doanh của Liêu, khiến quân Liêu hoảng hốt tháo chạy tán loạn. Quân Nữ Chân thừa thắng truy kích, binh lực phát triển tới một vạn người, lãnh thổ được mở rộng đáng kể.
Liêu Thiên Tộ ban đầu không xem Hoàn Nhan A Cốt Đả là một mối đe dọa nghiêm trọng, song các đội quân mà ông phái đi trấn áp Hoàn Nhan A Cốt Đả đều chiến bại.
Những hậu duệ của người Bột Hải đã lợi dụng cuộc chiến tranh giữa người Nữ Chân và nhà Liêu đang diễn ra ác liệt thì cũng nổi dậy chống lại nhà Liêu trong năm 1114. Họ đã đánh bại quân Liêu hai lần trước khi bị quân Liêu của Liêu Thiên Tộ Đế tiêu diệt.
Đầu năm 1115, để giải quyết uy hiếp từ tộc Nữ Chân, Liêu Thiên Tộ hạ lệnh thân chinh, tuy nhiên quân Liêu bị quân Nữ Chân của Hoàn Nhan A Cốt Đả đánh bại ở khắp nơi.
Đầu tháng Giêng âm lịch năm Thiên Khánh thứ năm (28 tháng 1 năm 1115) Hoàn Nhan A Cốt Đả chính thức lên ngôi hoàng đế ở Hội Ninh, định quốc hiệu là "Đại Kim", đặt niên hiệu Thu Quốc, đổi tên Hoàn Nhan Mân. Tháng 9 cùng năm, ông đem quân tiến đánh trọng trấn của triều Liêu ở vùng đông bắc là Hoàng Long phủ. Liêu Thiên Tộ phái hơn hai mươi vạn kỵ binh và bộ binh đến phòng thủ đông bắc, bị quân Kim đánh cho đại bại, mất sạch cả vũ khí và đồ quân dụng. Sau đại thắng, Hoàn Nhan A Cốt Đả mới mở hội nghị quân sự, đề xuất lấy Ngũ Kinh của Liêu làm mục tiêu, phân binh làm hai lộ triển khai chiến tranh Kim diệt Liêu. Đến lúc này, Liêu Thiên Tộ mới xem trọng sự việc, đồng thời hạ lệnh thân chinh, song quân Liêu bị quân Kim đánh bại, còn nội bộ triều Liêu lại xảy ra việc Gia Luật Chương Nô và Cao Vĩnh Xương làm phản.
Gia Luật Chương Nô đã nổi loạn tại Thượng Kinh của Liêu, mặc dù nhanh chóng bị bình định, song gây ra chia rẽ trong nội bộ Liêu.

Đại Nguyên Quốc (hay còn gọi là Đại Bột Hải Đế Quốc) (tháng 1 năm 1116 - tháng 5 năm 1116)

Tháng 1 năm Liêu Thiên Khánh thứ 6 (1116), tại Đông Kinh (nay là Liêu Dương, Liêu Ninh, Trung Quốc), nguyên là vùng đất thuộc vương quốc Bột Hải khi xưa, người Bột Hải tiến hành phản kháng lại sự cai trị của nhà Liêu (đời vua Liêu Thiên Tộ). Họ lên kế hoạch khởi sự giết chết hai viên quan người Liêu cai quản Đông Kinh.
Nhân dịp Đông Kinh được gia cố phòng thủ, một tướng Liêu gốc Bột Hải là Cao Vĩnh Xương (고영창, 高永昌) đã thừa cơ dẫn theo 3000 người Bột Hải chống lại nhà Liêu. Quân Bột Hải do Cao Vĩnh Xương chỉ huy đã đánh đuổi được hai quan viên người Liêu ở Đông Kinh là Đại Công Định và Cao Thanh Minh và chiếm thành Đông Kinh.
Cao Vĩnh Xương tự mình lên ngôi hoàng đế, xưng là Đại Bột Hải Hoàng đế, lập quốc hiệu Đại Nguyên Quốc (大元國), còn gọi là Đại Bột Hải Đế Quốc (大渤海帝國), chọn niên hiệu là Long Cơ, định đô tại thành Đông Kinh (nay là Liêu Dương, Liêu Ninh, Trung Quốc). Sau đó Long Cơ hoàng đế Cao Vĩnh Xương dẫn quân Bột Hải đi công chiếm 50 châu còn lại của Đông Kinh đạo từ nhà Liêu. Toàn bộ bán đảo Liêu Đông đã rơi vào tay của Long Cơ hoàng đế Cao Vĩnh Xương.
Liêu Thiên Tộ phái hai gia nô là Tiêu Hàn và Trương Lâm (cả hai đều là hậu duệ của vương quốc Bột Hải) chỉ huy quân Liêu đi chinh phạt Đại Nguyên Quốc của Cao Vĩnh Xương. Long Cơ hoàng đế Cao Vĩnh Xương hướng lên phía bắc cầu viện nhà Kim (đời vua Kim Thái Tổ). Vua Kim Thái Tổ Hoàn Nhan A Cốt Đả đã cho quân Kim tăng viện cho Long Cơ hoàng đế Cao Vĩnh Xương và chiếm lĩnh địa khu Đông Kinh. Quân Kim thừa cơ đi vòng ra sau lưu công kích quân Liêu. Quân Liêu đại bại.
Sau đó, vào tháng 4 năm 1116, vua Kim Thái Tổ lệnh cho Long Cơ hoàng đế Cao Vĩnh Xương phải từ bỏ đế hiệu và trở thành chư hầu cho nhà Kim. Song Long Cơ hoàng đế Cao Vĩnh Xương đã không nghe theo. Vua Kim Thái Tổ liền thừa thắng dẫn quân Kim tấn công vào Đại Nguyên Quốc (còn gọi là Đại Bột Hải Đế Quốc) của Long Cơ hoàng đế Cao Vĩnh Xương. Quân Kim nhanh chóng đánh bại quân Đại Nguyên Quốc, chiếm 50 châu của Đại Nguyên Quốc ở bán đảo Liêu Đông. Quân Kim sau đó còn đánh bại Long Cơ hoàng đế Cao Vĩnh Xương và quân Bột Hải thêm 1 trận lớn nữa.
Đến tháng 5 năm Thu Quốc thứ hai 1116, quân Đông lộ của nhà Kim đã lợi dụng đêm tối mà đánh chiếm kinh thành Đông Kinh (nay là Liêu Dương, Liêu Ninh, Trung Quốc) của Long Cơ hoàng đế Cao Vĩnh Xương. Long Cơ hoàng đế Cao Vĩnh Xương bị chém đầu trong tháng 5 năm 1116. Kể từ đó, Đông Kinh đạo với 50 châu của Đại Nguyên Quốc (Đại Bột Hải Đế Quốc), hay là của nhà Liêu trước đó, đã trở thành đất của nhà Kim. Cũng kể từ đó, một loạt phong trào phục quốc Bột Hải đã kết thúc trong thất bại.
Sau đó quân Đông lộ của nhà Kim đánh chiếm Thẩm Châu của nhà Liêu. Năm 1117, quân Kim đánh Xuân châu, quân Liêu không chiến tự bại. Trong lúc đang diễn ra chiến sự, Bắc Tống (đời vua Tống Huy Tông) liên tục phái các sứ giả Mã Chính, Triệu Lương Tự đến, cùng Kim định Hải thượng chi minh (Minh ước trên biển), liên hiệp tiến công Liêu.
Sự khác biệt giữa các cuộc nổi dậy của người Bột Hải và người Nữ Chân không phải lúc nào cũng được xác định rõ ràng bởi nhà Liêu. Trong văn bia năm 1117 về một tướng lĩnh nhà Liêu đã chết khi chiến đấu chống lại người Nữ Chân vào năm 1114 có đề cập rằng người Bột Hải và người Nữ Chân có mối liên hệ với nhau và được xếp vào cùng một loại người.
Năm Thiên Phụ thứ ba (1119), Liêu Thiên Tộ đành phải sách phong Hoàn Nhan Mân (Hoàn Nhan A Cốt Đả) là Hoàng đế Đông Hoài quốc nhằm xoa dịu người Kim, nhưng văn bản trong sắc phong không gọi Hoàn Nhan Mân là huynh trưởng, quốc hiệu không phải là Đại Kim, do vậy ông ta không tiếp thụ sắc phong mà tiếp tục tiến đánh nước Liêu.
Đến năm Thiên Phụ thứ tư (1120) quân Tây lộ đánh chiếm Thượng Kinh Lâm Hoàng phủ, tướng Liêu trấn thủ là Tiêu Thát Bất Dã đầu hàng, quốc lực dần suy yếu. Đến năm 1121, nhà Liêu đã để mất một nửa lãnh thổ vào tay nhà Kim. Do vấn đề kế thừa hoàng vị, nội bộ Liêu lại phát sinh nội loạn, cuối cùng kết thúc với việc Liêu Thiên Tộ giết con cả của mình là Gia Luật Ngao Lỗ Oát, song chỉ khiến cho thêm nhiều binh sĩ nhà Liêu đầu hàng nhà Kim.
Tháng 1 năm Thiên Phụ thứ sáu (1122), quân Đông lộ đánh hạ Trung Kinh Đại Định phủ, Liêu Thiên Tộ chạy đến sa mạc Gobi. Đồng thời, quân Tây lộ cũng đánh hạ Tây Kinh Đại Đồng phủ, Gia Luật Đại Thạch và Lý Xử Ôn không biết tung tích của Liêu Thiên Tộ nên họ lập Gia Luật Thuần làm vua ở Nam Kinh Tích Tân phủ, sử gọi là Liêu Tuyên Tông, lập ra chính quyền Bắc Liêu.
Bắc Tống phái Đồng Quán cùng những người khác nhiều lần đem quân bắc phạt Liêu, song đều bị quân Liêu đánh tan. Vua Liêu Tuyên Tông giáng Liêu Thiên Tộ làm Tương Âm vương, đồng thời sai đại sứ dâng biểu cho nhà Kim xin làm phụ dung. Tuy nhiên sự chưa thành thì ông ta đã bệnh mất, vợ là Liêu Đức phi xưng chế. Đến lúc này, cha con Lý Xử Ôn nhận thấy tương lai không sáng sủa, họ trù tính tư thông với Đồng Quán của Bắc Tống, muốn đoạt lấy lãnh thổ đang do Liêu Đức phi nắm giữ rồi dâng cho Tống; hướng bắc tư thông với người Kim, tự nhận làm nội ứng; về sau bị phát hiện và ban chết. Tháng 11 năm đó, Liêu Đức phi năm lần dâng biểu cho nhà Kim, nói rằng chỉ cần cho phép lập Gia Luật Định làm Liêu đế thì điều kiện gì cũng đáp ứng. Người Kim không đồng ý, Liêu Đức phi chỉ còn cách phái binh tử thủ Cư Dung quan, song Cư Dung quan thất thủ vào tháng 11.
Bắc Tống cuối cùng phải thỉnh quân Kim đánh hạ Nam Kinh của Liêu, Bắc Liêu mất, đến lúc này Ngũ Kinh của Liêu đều bị Kim đánh hạ. Liêu Đức phi cùng các quan viên người Liêu đến nương nhờ ở chỗ Liêu Thiên Tộ, song bà ta đã bị Liêu Thiên Tộ giết chết. Tống và Kim trải qua hiệp thương, kết quả là quân Kim sẽ trao cho Tống một bộ phận thành thị của Yên Vân thập lục châu, đồng thời thu được tuế tệ, song cuối cùng Bắc Tống chỉ thu được các tòa thành trống không sau khi chúng bị quân Kim cướp phá tan tành.
Tháng 1 năm 1123, người Khố Mạc Hề (Kumo Xi) là Hồi Ly Bảo (Tiêu Cán) tự lập làm vua, lấy hiệu là Hề Quốc hoàng đế, đến tháng 8 cùng năm thì bị quân Liêu bình định.
Tháng 8 năm Thiên Phụ thứ bảy (1123), Kim Thái Tổ Hoàn Nhan A Cốt Đả qua đời khi đang trên đường trở về Kim Thượng Kinh, tại vị được 9 năm, hưởng thọ 56 tuổi. Hoàng đệ là Hoàn Nhan Ngô Khất Mãi kế vị, tức Kim Thái Tông.
Tháng giêng năm 1124, nhằm liên hiệp với Tây Hạ (đời vua Tây Hạ Sùng Tông) để diệt Liêu, Kim Thái Tông cắt đất Liêu cũ ở phía bắc Hạ Trại và phía nam Âm Sơn cho Tây Hạ, Tây Hạ chuyển sang xưng thần với Kim.
Cùng năm 1124, Liêu Thiên Tộ Đế lúc này đã bị mất đại bộ phận lãnh thổ, ông tự mình rút ra Mạc Ngoại, con cái và gia thuộc của ông đại đa số bị giết hoặc bị bắt, mặc dù ông có ý định thu phục thủ phủ Yên Châu và Vân Châu, song trên thực tế không có nhiều hy vọng.
Ngày 26 tháng 3 năm 1125, Liêu Thiên Tộ bị tướng Kim là Hoàn Nhan Lâu Thất bắt được ở Ứng Châu, sang tháng 8 thì bị giải đến Thượng Kinh của nhà Kim (nay thuộc A Thành, Hắc Long Giang), bị vua Kim Thái Tông Hoàn Nhan Thịnh giáng làm Hải Tân vương và bị giam cầm. Nhà Liêu kéo dài tổng cộng 210 năm (bao gồm cả Khiết Đan), trải qua 9 vị đế vương đến đây kết thúc. Người Nữ Chân đã trả thù cho vương quốc Bột Hải từng bị người Khiết Đan tiêu diệt vào năm xưa.
Số phận cuối cùng của ông không rõ ràng. Theo Liêu sử thì ông qua đời vì bệnh tật vào năm 1128. Còn theo quyển "Đại Tống Tuyên Hòa di sự", tháng 6 âm lịch năm 1156, vua Kim lúc đó là Hải Lăng vương Hoàn Nhan Lượng ép ông cùng vua Tống tù binh là Tống Khâm Tông phải cưỡi ngựa. Tống Khâm Tông thân thể vốn suy nhược, vừa lên ngựa thì không trụ nổi, bị ngã ngựa mà chết; còn Thiên Tộ quen cưỡi ngựa, đến đó nhân cơ hội tìm đường bỏ trốn, liền bị kị binh Kim đuổi theo bắn chết.

## Các chính quyền kế tục
Một vị tướng dưới quyền của ông là Gia Luật Đại Thạch đã chạy về phía Tây và thành lập triều đại nhà Tây Liêu trước sự xâm lăng của quân nhà Kim năm 1125, chính là là Liêu Đức Tông. Cùng năm đó, Thiên Tộ Hoàng đế bị quân Kim bắt.
Trước đó, ở phía bắc vào năm 1122 một tông thất khác của Liêu triều là Gia Luật Thuần cũng lấy danh nghĩa cứu vãn đại cục giang sơn họ Gia Luật và tự xưng Đế lập ra triều Bắc Liêu, đó là Liêu Tuyên Tông.

## Tước hiệu
- Lương Vương (1081 – 1084)
- Yên Vương (1084 – 1101)
- Hoàng đế nhà Liêu (1101 – 1125)
- Hải Tân vương (1125 – ?).

## Niên hiệu và thụy hiệu
Tôn hiệu của ông là Thiên Tộ Hoàng đế (天祚皇帝), có ba niên hiệu là:
- Càn Thống (乾統; Qiántǒng) (1101 – 1110)
- Thiên Khánh (天慶; Tiānqìng) (1111 – 1120)
- Bảo Đại (保大; Bǎodà) (1121 – 1125)